# Anders Nordin
Anders Nordin (Rio de Janeiro, 24 ottobre 1974) è un batterista, polistrumentista e paroliere svedese, noto per essere stato membro del gruppo Opeth e per le sue collaborazione con Dan Swanö, Mikael Åkerfeldt e Daniel Gildenlöw.

## Biografia
Anders Nordin è stato il primo batterista del gruppo progressive death metal Opeth, con cui ha militato dal 1990 al 1997, incidendo i primi due album. In seguito all'abbandono di Nordin e del bassista Johan DeFarfalla, il suono del gruppo cambiò, virando verso sonorità meno estreme, più vicine al progressive metal.
In seguito Nordin si è unito agli Steel, appena sedicenne, su richiesta del cantante e amico Mikael Åkerfeldt, anche in virtù delle sue doti di paroliere. Nordin ha in seguito lasciato il gruppo per motivi personali, alla fine del Mmorningrise Tour,  decidendo di trasferirsi in Brasile, dove era nato e aveva dei parenti. Dopo alcuni mesi si è unito temporaneamente ai Katatonia per alcuni concerti, ma ha abbandonato ben presto il gruppo in seguito alla cancellazione del tour.
Negli anni successivi continuò a collaborare con Akerfeld, in qualità di musicista itinerante, e come paroliere di gruppi come The Crown e Greenleaf. Dal 2018 si è ristabilito definitivamente in Brasile.

## Discografia parziale

### Con gli Opeth
Demo
- 1991 - Dark Phantasia

Album in studio
- 1995 - Orchid
- 1996 - Morningrise
- 1998 - My Arms, Your Hearse
- 2009 - The Candlelight Years

### Con gli Steel
Demo
- 1996 - Demo#1 1996

EP
- 1998 - Heavy Metal Machine

### Solista
Album in studio
- 2016 - Sunshine Maybe

Collaborazioni
- 2002 - Gilberto Gil 300 Anos De Zumbi
- 2004 - Daniele Liverani Genius
- 2015 - Daniel Gildenlöw Pappa